# La Paloma Nueva Reforma
La Paloma Nueva Reforma är en ort i Mexiko.   Den ligger i kommunen Acaponeta och delstaten Nayarit, i den centrala delen av landet, 700 km nordväst om huvudstaden Mexico City. La Paloma Nueva Reforma ligger 62 meter över havet och antalet invånare är 107.
Terrängen runt La Paloma Nueva Reforma är varierad. Runt La Paloma Nueva Reforma är det glesbefolkat, med 18 invånare per kvadratkilometer. Närmaste större samhälle är La Presa, 16,7 km väster om La Paloma Nueva Reforma. I omgivningarna runt La Paloma Nueva Reforma växer i huvudsak lövfällande lövskog.